# فلسطين في بطولة العالم لألعاب القوى 2019
شاركت فلسطين في بطولة العالم لألعاب القوى 2019، وهي النسخة السابعة عشر من بطولة العالم لألعاب القوى، والتي أقيمت في مدينة الدوحة عاصمة قطر خلال الفترة من 27 سبتمبر (أيلول) 2019 وحتى 6 أكتوبر (تشرين الأول) 2019 بمشاركة 1772 رياضياَ يمثلون 206 دولة، ونافسوا في 49 فعالية.

## اللاعبون المُشاركون
شاركت فلسطين في منافسات النسخة السابعة عشر من بطولة العالم لألعاب القوى 2019 ببعثة رياضية تكونت من لاعبة واحدة فقط هي العداءة ميادة الصياد في منافسات السيدات، ولم تشارك بأي لاعبين في منافسات الرجال.

## النتائج
لم تتوج اللاعبة الفلسطينية المُشاركة بأية ميداليات. وجاءت نتيجتها على النحو التالي:

### السيدات
سباقات للمضمار
| الرياضي      | الفعالية       | الدور التمهيدي | الدور التمهيدي | الدور قبل النهائي | الدور قبل النهائي | الدور النهائي | الدور النهائي |
| الرياضي      | الفعالية       | نتيجة          | مرتبة          | نتيجة             | مرتبة             | نتيجة         | مرتبة         |
| ميادة الصياد | سباق الماراثون | -              | -              | -                 | -                 | 2:49:29       | 39            |